# 웨인 라우틀리지
웨인 네빌 앤서니 라우틀리지(Wayne Neville Anthony Routledge, 1985년 1월 7일 ~ )는 잉글랜드의 은퇴한 축구 선수이다. 윙어로 활약했다.

## 수상 경력
뉴캐슬 유나이티드
- 풋볼 리그 챔피언십: 2009-10

퀸즈 파크 레인저스
- 풋볼 리그 챔피언십: 2010-11